# Возвращение с Олимпа
«Возвращение с Олимпа» — советский рисованный мультипликационный фильм по мотивам древнегреческих мифов режиссёра Александры Снежко-Блоцкой.

## Сюжет
Олимп. Тут все самые главные боги: могучий Зевс-громовержец, его коварная жена богиня-покровительница брака Гера, красавец и певец Аполлон-стреловержец, повелитель морей Посейдон, воин Арес, богиня красоты и любви Афродита и мудрая Афина.
Тут же и внебрачный сын Зевса Геракл — полубог-получеловек. Соскучившись по Земле, он отпрашивается на неё у Зевса до восхода солнца. Его сопровождает орёл — хитрый и вкрадчивый чинопочитатель, тот самый, который когда-то клевал Прометея и от которого того спас Геракл. На Земле Геракл приходит в храм, посвящённый ему и его двенадцати подвигам. Там он вспоминает о некоторых из них, а именно о яблоках Гесперид (что орёл называет его лучшим подвигом) и спасении титана Прометея (что считает своим лучшим подвигом сам Геракл).
Наступило утро, и Гераклу пора возвращаться на Олимп. Но обернувшись, он замечает чудовищ, когда-то побеждённых, а теперь появившихся вновь: Гидру (фашизм), Стимфалийских птиц (американские самолёты, бомбящие вьетнамские деревни), а также видит мученика в цепях (негр, которого хлыстом зверски избивает расист). Не выдержав, Геракл решает остаться на Земле. И как орёл ни пытался его уговорить вернуться на Олимп, Геракл непреклонен — став богом, он всё равно остался человеком.

## Отличия от мифов
- В воспоминании о яблоках Гесперид отсутствуют Геспериды и сцена создания источника рядом с Атлантом, в отличие от мифа.
- В воспоминании об освобождении Прометея орёл лишь оглушён ударом палицы, в мифе застрелен из лука.
- Одно из яблок было частично израсходовано на лечение Прометея, в мифе яблоки были принесены Эврисфею в целости.

## Создатели
- Автор сценария — Алексей Симуков
- Режиссёр — Александра Снежко-Блоцкая
- Художник-постановщик — Александр Трусов
- Композитор — Виталий Гевиксман
- Оператор — Борис Котов
- Звукооператор — Борис Фильчиков
- Редактор — Аркадий Снесарев
- Ассистенты: Елена Новосельская, Зоя Кредушинская, Майя Попова
- Монтажёр — Нина Майорова
- Художники-мультипликаторы: Виктор Шевков, Юрий Бутырин, Борис Бутаков, Олег Сафронов, Николай Фёдоров, Леонид Каюков, Елизавета Комова, Вадим Долгих
- Художники: Елена Танненберг, Ирина Светлица, Алла Горева, В. Максимович
- Роли озвучивали:
  - Алексей Консовский — Геракл
  - Эраст Гарин — орёл
  - Михаил Новохижин — Зевс
  - Алексей Грибов — Нерей
  - Наталья Кустинская — Гера
  - Софья Зайкова — нимфы
  - Михаил Васильев
  - Михаил Погоржельский — Атлант
- Директор картины: Любовь Бутырина

## Отзывы
Широко известен цикл фильмов Александры Снежко-Блоцкой по мифам древней Греции. В содружестве с художником Александром Трусовым они представили зрителям своё видение богов, античных героев, медуз, Минотавра и других до этого времени непривычных для зрителя персонажей. В этом жанре Снежко-Блоцкая тоже стала первооткрывателем и успела снять пять картин: «Возвращение с Олимпа» (1969), «Лабиринт» (1971), «Аргонавты» (1972), «Персей» (1973), «Прометей» (1974).— Сергей Капков